# Anchusa puechii
Anchusa puechii  (лат.) — вид двудольных растений рода Воловик (Anchusa) семейства Бурачниковые (Boraginaceae). Впервые описан испанским ботаником Бенито Вальдесом в 1980 году.

## Распространение и среда обитания
Эндемик Испании.
Встречается на равнинах, не поднимается выше 300 м. Рудерал, произрастающий по обочинам дорог, вдоль троп на известковых и глинистых почвах, богатых азотом, с другими сорными нитрофилами.

## Ботаническое описание
Травянистое растение, покрытое жёстким опушением.
Листья продолговато-ланцетной формы, с обеих сторон жёстковолосистые.
Цветки правильные, актиноморфные, пятичленные, собранные в щитки с прицветником. Чашелистики свободные, венчик голубоватый, трубка нередко короче чашечки или равна ей по длине.
Плод — шиповатый орешек.
Цветёт с февраля по май.

## Природоохранная ситуация
Находится под особым наблюдением (статус «D») в испанском регионе Эстремадура.
В Красной книге Испании имеет статус уязвимого вида (VU) по критериям МСОП A2 (наблюдалось снижение численности общей популяции на 30 % или более за последние 10 лет или 3 поколения), B1ab(i,ii,iii,iv,v)+2ab(i,ii,iii,iv,v) (продолжающееся уменьшение распространения, занимаемой площади, площади местообитаний, количества местообитаний или субпопуляций, числа особей, общая площадь местообитаний менее 20 тысяч км², разрозненный ареал, распространение в не более, чем 10 участках).